# 克韦杜斯
克韦杜斯是巴西南大河州的一个市镇。总面积543.36平方公里，总人口2732人，人口密度5人/平方公里。